# Atenguillo, Chiautla
Atenguillo är en ort i Mexiko, tillhörande kommunen Chiautla i delstaten Mexiko. Atenguillo ligger i den centrala delen av landet och tillhör Mexico Citys storstadsområde. Orten hade 1 044 invånare vid folkräkningen 2010.